# حرب غونبوت
حرب غونبوت (بالانجليزية: Gunboat War) (بالدنماركية: Kanonbådskrigen) (بالنرويجية: Kanonbåtkrigen) التي امتدت من عام 1807 حتى عام 1814، هي الصراع البحري بين الدنمارك والنرويج والبحرية البريطانية خلال الحروب النابليونية. إن اسم الحرب مستمد من التكتيك الدنماركي الذي يتلخص في توظيف زوارق مدفعية صغيرة الحجم ضد البحرية الملكية. في الدول الاسكندنافية، يُنظَر إليها باعتبارها المرحلة الأخيرة من الحروب الإنجليزية، والتي كان بدايتها يمثل معركة كوبنهاغن الأولى عام 1801.

## الخلفية
بدأ الصراع البحري بين بريطانيا والدنمارك والنرويج مع معركة كوبنهاغن الأولى عام 1801 عندما هاجم سرب هوراشيو نيلسون من أسطول الأدميرال باركر العاصمة الدنماركية. جاء ذلك كأساس لسياسة الحياد المسلح التي أنتهجتها كل من الدنمارك والنرويج خلال المراحل الأخيرة من حروب الثورة الفرنسية، إذ استخدمت الدنمارك قواتها البحرية لحماية التجارة المتدفقة داخل المياه الدنماركية النرويجية وخارجها. ثم اندلعت الأعمال العدائية بين الدنمارك والنرويج والمملكة المتحدة مرة أخرى في معركة كوبنهاغن الثانية في عام 1807، عندما هاجم البريطانيون العاصمة الدنماركية لضمان عدم سقوط الأسطول الدنماركي النرويجي بين أيدي نابليون.

## الحرب
في السنوات الثلاث الأولى من حرب غونبوت، تمكَّنت هذه الزوارق في عدة مراحل من الاستيلاء على سفن شحن تابعة للقوافل وإلحاق الهزيمة بالسفن الشراعية البحرية البريطانية، على الرغم من أنها لم تكن قوية بالقدر الكافي للتغلب على الفرقاطات والسفن الخطية. سيطر البريطانيون على المياه الدنماركية أثناء حرب 1807-1814، وعندما كان الطقس مناسبًا للملاحة كانوا قادرين بشكل منتظم على حراسة قوافل التجار الضخمة إلى الخارج عبر مضيقي أوريسند والحزام الكبير. على الرغم من أن المناقشة الواردة أدناه تركز على المواجهات المسلحة التي تنطوي على تبادل لإطلاق النار، يجب أن نضع في الاعتبار أن البريطانيين قد أسروا أيضًا العديد من أفراد القوات الخاصة الدنماركية دون إطلاق النار عليهم، وبدؤوا حربًا اقتصادية واستولوا بانتظام على السفن التجارية كغنائم. لحقت أضرار اقتصادية أخرى جراء الغارات على الجزر الصغيرة التي يسكنها العديد من السكان من دون حماية. هبطت سفن حربية بريطانية لتجديد إمدادات الحطب والمياه، ولممارسة التجارة بشكل قسري أو ببساطة لأخذ الماشية لزيادة إمداداتها.
تزامنت الحرب مع الحرب الأنجليزية الروسية. ونتيجة لهذا، فقد وسَّع البريطانيون الحظر التجاري على المياه الروسية، وشنَّت البحرية البريطانية عمليات عسكرية بحرية باتجاه الشمال إلى بحر بارنتس. قامت البحرية أيضًا بشن غارات على هاسفيك وهامرفست وأعاقت تجارة بومور، وهي التجارة النرويجية الروسية.

### 1809 – 10
في 18 مايو من عام 1809، استولت فرقاطة بريطانية من طراز إتش إم إس بقيادة إيسيكو هوليس على أوين غليندور على جزيرة أنهولت. هبطت مجموعة من البحارة ومشاة البحرية بقيادة الكابتن ويليام سيلبي من أوين غليندور بمساعدة النقيب إدوارد نيكولز من مشاة البحرية. أنشات الحامية الدنماركية التي تتألف من 170 رجلًا مقاومة شرسة، لكنها لاقت الفشل، ما أسفر عن مقتل أحد أفراد مشاة البحرية البريطانية وإصابة اثنين آخرين من الحامية العسكرية ثم استسلموا، ما جعل البريطانيون يستولون على الفور على الجزيرة. كان الهدف الرئيسي من المهمة إعادة منارة أنهولت إلى حالتها السابقة للحرب لتسهيل حركة رجال الحرب والقوادة البريطانيين الذين يبحرون في البحار الخطرة هناك.
في 9 يونيو، شنَّ أسطول دنماركي-نرويجي مؤلف من 21 زورق مدفعية وسبعة زوارق هاون هجومه على قافلة بريطانية مؤلفة من 70 سفينة تجارية قبالة جزيرة سالتهولم على مضيق أوريسوند بالقرب من كوبنهاغن. وقد تمكن الأسطول من الاستيلاء على 12 أو 13 سفينة تجارية بريطانية، بالإضافة إلى سفينة توربولينت إتش إم إس. استولى الدنماركيون على سفينة ألارت إتش إم إس أثناء معركة سالتهولم التي جرت في 10 أغسطس. أثناء المعركة، طاردت سفينة ألارت إتش إم إس، التابعة للبحرية الدنماركية سابقًا، سفينتي لوجن وسيجول إلى قاعدة فريدريكسفيرن حتى تمت محاصرتها من قِبَل 15 زورق مدفعية دنماركي مؤلف من ثلاث جبهات. بعد مطاردة استمرت ثلاث ساعات، استولت الزوراق على سفينة ألارت ثم بدأ الاشتباك. بعد ساعتين أنزلت سفينة ألارت رايتها، بعد تحطمها بشكل بالغ ومقتل أحد البحارة وإصابة ثلاثة آخرين.
في 12 أغسطس، أبحر الكابتن جون ويلوغبي مارشال على متن سفينة لينكس إتش إم إس، برفقة الملازم الأول توماس فيتزجيرالد على متن سفينة مونكي إتش إم إس، عندما وجدا ثلاثة سفن دنماركية قبالة الساحل الدنماركي. كانت المياه ضحلة للغاية بالنسبة لسفينة لينكس، وعلى هذا فقد أرسل مارشال سفينة مونكي وزوارق المدفعية للدفاع. بدأت السفينة الأكبر حجمًا، المؤلفة من أربعة مدافع وأربعة مدافع هاوتزر، بإطلاق النيران على سفينة مونكي التي بدورها أطلقت نيران مدافعها من عيار 18، ما أجبر السفن المتبقية على التراجع باتجاه الشاطئ. أعاد البريطانيون سفنهم في اليوم التالي، بدون تكبد أي خسائر في الأرواح. في عجلة من أمرهم للخروج من السفينة، فشل الدنماركيون في إطلاق النار على برميل البارود الذي تركوه عمدًا على السفينة. واعتبر مارشال سلوك الدنماركيين هذا مُهينًا.
تمكنت البحرية الدنماركية النرويجية من الاستيلاء على سفينة بريطانية أخرى في 2 سبتمبر، عندما استولى أسطول بحري دنماركي من فلادستراند، شمال جوتلاند، بقيادة الملازم نيكولاي إتش. توكسين، على سفينة مينكس الحربية. انتهى هذا الاشتباك بمقتل اثنين وإصابة تسعة آخرين من بحارة مينكس. رست سفينة البحرية الملكية البريطانية قبالة ساحل مدينة سكاجن ريف لإظهار ضوء تحذيري. ومن ثم، تم الإبلاغ عن مقتل قائد سفينة شيلدريك لاحقًا.
في أوائل عام 1810، توقف الدنماركيون عن إرسال سفن الإمداد إلى النرويج بسبب النشاط البحري البريطاني في أوريسوند وسحبوا الضباط البحرية الذين كانوا متورطين في الأمر إلى نيوزيلندا. وفي الوقت نفسه، وُجدت بعض الصعوبات في نقل الحبوب من فوردنغبورغ، جنوب الدنمارك، مرورًا بموس إلى كوبنهاغن. وقد حُلَّ الأمر من خلال استخدام قوارب الصيد لقافلة السفن التجارية إذ كانت القوارب الحربية أكثر قدرة على المناورة في المياه الساحلية الضحلة، واقتصر عمل سفن الشحن على مهاجمة السفن التي تمر داخل مدينة موس. أما السفن الضخمة التي ستبحر إلى الخارج، أي إلى الشرق من موس، فهي معرضة بشدة للهجوم من قِبَل البريطانيين. وقد أدى هذا كله إلى ثبات عملية وصول إمدادات وافرة من الحبوب إلى العاصمة الدنماركية.
في 13 أبريل عام 1810، قامت أربعة زوارق مدفعية دنماركية بقيادة الملازم الأول بيتر نيكولاي سكيستيد بالاستيلاء على سفينة غريندر المدفعية البريطانية قبالة شبه جزيرة دجورسلاند بالقرب من قرية غرينا. كانت الغريندر مسلحة بمدفع واحد من عيار 24 ومدفع كارونيد واحد من عيار 24. كانت تحت قيادة توماس هستر بعد أن قضت فصل الشتاء على جزيرة أنهولت. ومن بين طاقمها المكون من 34 رجلًا، لقي شخصان مصرعهما وأصيب اثنان آخران.
في 23 مايو، دخلت سبعة زوارق مدفعية دنماركية الاشتباك مع سفينتي رالي كروز وألبان قبالة ساحل سكاجن ريف. وقد أدى هذا الاشتباك إلى خسارة الدنماركيين زورق مدفعية واحد وإلحاق أضرارًا بالغة بالزوراق المتبقية.
دارت معركة سيلدا في 23 يوليو بالقرب من جزيرة سيلدا الترويجية. هاجمت الفرقاطتان البريطانيتان بيلفيديرا ونيمسيس حجرة القيادة التابعة لسكونة أودين وثور وبلادر وكورت أديلير وانتصرت عليهم.
في 12 سبتمبر، استولت ستة زوارق مدفعية دنماركية على سفينة ألبان بعد معركة دامت أربع ساعات فقدت خلالها قائدها ورجل واحد وجرح ثلاثة أخرين. ثم استولت عليها البحرية الدنمركية لصالحها وأسمتها ذا ألبان.